# يهودا هاشاي
يهودا هاشاي (بالعبرية: יהודה חשאי) (مواليد 3 يناير 1934) سياسي إسرائيلي سابق شغل منصب عضو في الكنيست عن حزب المعراخ من عام 1980 حتى عام 1984.